# Traversées
Traversées és una pel·lícula tunisiana, la pel·lícula de debut de Mahmoud Ben Mahmoud, estrenada el 1982.

## Tema
És a partir d'una experiència viscuda que Mahmoud Ben Mahmoud dibuixa la història de la pel·lícula, la d'haver-se rebutjat l'entrada al Regne Unit i, en aquesta ocasió, d'haver conegut un Polonès, ell mateix patint la mateixa desventura al seu retorn a Bèlgica
A la pel·lícula, un eslau, probablement polonès, i un àrab són rebutjats quan intenten arribar a Dover el 31 de desembre de 1980, però també se'ls va prohibir tornar a Ostende, on van arribar l'1 de gener de 1981, ja que han caducat els seus visats. Aleshores es troben confinats al vaixell que els va transportar. Comença «després un altre temps, una altra percepció d'un mateix i dels altres, de la vida, de l'existència, de la mort...». Aquest moviment entre dues ribes de les quals estan exclosos, al ritme de les travessies del ferri del qual no poden baixar, permetrà als dos homes arribar a conèixer-se i descobrir-se.
Tot sembla separar l'intel·lectual Youssef (Fadhel Jaziri) i Bogdan (Julian Negulesco). El primer és silenciós i impertorbable, el segon xerraire i inquiet. Els dos homes, estranys als altres, també són desconeguts entre ells, tot i que comparteixen una certa ambigüitat sobre els seus orígens. Mahmoud Ben Mahmoud s'allunya així dels tòpics, que esperarien la solidaritat entre dues persones oprimides, jugant més subtilment amb la fraternitat que pot sorgir entre dos individus que viuen la mateixa sort. Quan els dos homes aconsegueixen escapar per un viatge a Ostende, Bogdan no entén que Youssef volgui tornar a bord. Volar o amagar-se no són solucions. Bodgan, que té cura de no perdre la seva humanitat vetllant pel seu aspecte, decidirà abandonar el seu confinament decapitant el seu guardià, sense intentar escapar: el que compta és posar fi al temps que tanca en la seva repetició.

Aleshores, la pel·lícula canvia d'atmosfera, que esdevé alhora eròtica i borrosa, i acaba amb la visió de Youssef i una jove, asseguts l'un al costat de l'altre. Ben Mahmoud ho explica així: 
| « | Necessitava rehabilitar aquesta dimensió privada que, de fet, subjau a tota religió: la vida mateixa del profeta, la seva relació amb les dones. | » |

## Repartiment
- Fadhel Jaziri (Youssef)
- Julian Negulesco (Bogdan)
- Éva Darlan (Véra)
- Vincent Grass (policia britànic)
- Christian Maillet (comissari)